# Усть-Камчатский район
Усть-Камча́тский райо́н — административно-территориальная единица и муниципальное образование (муниципальный район) в составе Камчатского края России.
Административный центр — посёлок Усть-Камчатск.

## Население
| 1939    | 2000    | 2002    | 2009    | 2010    | 2011    | 2012    |
| ------- | ------- | ------- | ------- | ------- | ------- | ------- |
| 14 259  | ↗19 700 | ↘15 084 | ↘12 486 | ↘11 744 | ↘11 688 | ↘11 496 |
| 2013    | 2014    | 2015    | 2016    | 2017    | 2018    | 2019    |
| ↘11 055 | ↘10 634 | ↘10 362 | ↘10 052 | ↘9770   | ↘9550   | ↘9219   |
| 2020    | 2021    | 2023    |         |         |         |         |
| ↘9066   | ↘8988   | ↘8744   |         |         |         |         |

По данным Всероссийской переписи населения 2021 года национальный состав был следующим:
| Народ     | Численность, чел. |  |
| --------- | ----------------- |  |
| русские   | 8 053 ▼           |  |
| камчадалы | 90 ▼              |  |
| украинцы  | 87 ▼              |  |
| татары    | 59 ▼              |  |
| коряки    | 46 ▼              |  |
| другие    | 653 ▲             |  |
| всего     | 8 988 ▼           |  |

## Административное деление
В Усть-Камчатский муниципальный район входят 3 муниципальных образования со статусом сельских поселений:
| № | Сельское поселение | Административный центр | Количество населённых пунктов | Население (чел.) | Площадь (км²) |
| - | ------------------ | ---------------------- | ----------------------------- | ---------------- | ------------- |
| 1 | Ключевское         | посёлок Ключи          | 1                             | ↘4208            | 22,31         |
| 2 | Козыревское        | посёлок Козыревск      | 2                             | ↘960             | 9,07          |
| 3 | Усть-Камчатское    | посёлок Усть-Камчатск  | 2                             | ↘3576            | 19,48         |

### Упразднённые сельсоветы
Упразднённые сельсоветы:
- Камаковский сельсовет — упразднён Решением областного исполнительного комитета от 05.01.1965 г. № 1
- Крапивненский сельсовет — упразднён Решением областного исполнительного комитета от 30.07.1979 г. № 409
- Крестовский сельсовет — упразднён Решением областного исполнительного комитета от 29.05.1958 г. № 257
- Нижнекамчатский сельсовет — упразднён Решением областного исполнительного комитета от 03.01.1967 г. № 2
- Николаевский сельсовет — упразднён Решением областного исполнительного комитета от 10.01.1969 г. № 23

## Населённые пункты
В Усть-Камчатском районе 5 населённых пунктов.
| № | Населённый пункт | Тип     | Население    | Муниципальное образование          |
| - | ---------------- | ------- | ------------ | ---------------------------------- |
| 1 | Ключи            | посёлок | ↘4208 (2023) | Ключевское сельское поселение      |
| 2 | Козыревск        | посёлок | ↘958 (2020)  | Козыревское сельское поселение     |
| 3 | Крутоберегово    | село    | ↘143 (2021)  | Усть-Камчатское сельское поселение |
| 4 | Майское          | село    | ↘73 (2020)   | Козыревское сельское поселение     |
| 5 | Усть-Камчатск    | посёлок | ↗3548 (2021) | Усть-Камчатское сельское поселение |

Исчезнувшие населённые пункты
После Второй мировой войны опустели селения Кресты и Березовый Яр, упразднённые официально значительно позднее.
| Населённый пункт                 | дата упразднения |
| -------------------------------- | ---------------- |
| с. Берёзовый Яр                  | 11.12.1964 г.    |
| п. Горбуша                       | 14.02.1964 г.    |
| п. Камаки                        | 29.03.1968 г.    |
| п. Клюгер                        | 14.02.1964 г.    |
| п. Крапивная                     | 26.04.2004 г.    |
| п. Красный Яр                    | 29.03.1968 г.    |
| п. Крахча                        | 13.12.1974 г.    |
| п. Култук                        | 13.12.1974 г.    |
| п. Нижнекамчатск                 | 29.03.1968 г.    |
| с. Николаевка                    | 13.12.1974 г.    |
| с. Тонкий Мыс                    | 14.02.1964 г.    |
| с. Ушки                          | 14.02.1964 г.    |
| п. Ушковский рыборазводный завод | 26.04.2004 г.    |
| с. Чёрный Яр                     | 29.03.1968 г.    |
| с. Хваленка                      | н.д.             |
| п. Шубертово                     | 14.02.1964 г.    |

## Местное самоуправление
Главы района
- с 7 декабря 2014 года — Павел Кошкарёв[21]

Главы администрации района
- до 7 декабря 2014 года — Павел Кошкарёв[21]
- с апреля 2015 года (с декабря 2014 года — и. о.) — Александр Потеряхин[21]

## История
В 1981 году территория острова Столбовой площадью 20 га объявлена зоологическим памятником природы.
В 2003 году подписан договор о шефстве над подводной лодкой Тихоокеанского флота Б-464, получившей имя «Усть-Камчатск».
До 1 июля 2007 года район находился в составе Камчатской области.

## Люди, связанные с районом
- Хабибуллин, Фарит Ахметжанович (1941, Козыревское — 2007) — российский театральный и общественный деятель, директор Казанского татарского государственного театра юного зрителя.
- [24] Иньков, Юрий Алексеевич, Первый секретарь райкома КПСС 1972-1975